# Rabat-Salé-Zemur-Zaer
Rabat-Salé-Zemur-Zaer (en árabe: الرباط سلا زمور زعير) fue hasta 2015 una de las dieciséis regiones en que estaba organizado Marruecos. Su capital era Rabat.
La región se situaba en el noroeste del país, en la costa del océano Atlántico. Al norte limitaba con Garb-Chrarda-Beni Hsen, al sur con Chauía-Uardiga y al sudeste con Mequinez-Tafilalet.
En 2004 contaba con un total de 3.123.595 habitantes repartidos en 	
9.580 km².

## Subdivisiones
La región se dividía en tres prefecturas y una provincia:
- Prefectura de Rabat
- Prefectura de Salé
- Prefectura de Sjirat-Temara
- Provincia de Jemisset

## Demografía

### Últimos años
| 1994      | 2004      | 2010      |
| --------- | --------- | --------- |
| 2,649,863 | 3,361,422 | 3,752,806 |